# Monoplistes curvipes
Monoplistes curvipes là một loài bọ cánh cứng trong họ Bọ hung (Scarabaeidae).